# (5472) 1988 RR
(5472) 1988 RR (1988 RR, 1971 TQ, 1978 TA9, 1978 VU15, 1980 FZ7) — астероїд головного поясу, відкритий 13 вересня 1988 року.
Тіссеранів параметр щодо Юпітера — 3,602.